# Anna-Maria Nasuelli
Anna-Maria Teresa Nasuelli (née le 19 juillet 1947) est une joueuse de tennis italienne, professionnelle dans les années 1970.

## Palmarès (partiel)

### Finale en simple dames
| No | Date       | Nom et lieu du tournoi                  | Catégorie | Surface      | Vainqueure    | Score    |  |
| -- | ---------- | --------------------------------------- | --------- | ------------ | ------------- | -------- |  |
| 1  | 26-04-1971 | River Plate Championships, Buenos Aires |           | Terre (ext.) | Olga Morozova | 6-3, 6-4 |  |

### Finale en double dames
| No | Date       | Nom et lieu du tournoi            | Catégorie | Surface      | Vainqueures             | Partenaire         | Score    |          |
| -- | ---------- | --------------------------------- | --------- | ------------ | ----------------------- | ------------------ | -------- | -------- |
| 1  | 08-07-1974 | Swedish Open Championships Båstad |           | Terre (ext.) | Sue Barker Glynis Coles | Fiorella Bonicelli | 6-2, 6-0 | Parcours |

## Parcours en Grand Chelem

### En simple dames
| Année | Open d'Australie | Open d'Australie | Internationaux de France | Internationaux de France | Wimbledon       | Wimbledon     | US Open         | US Open        |
| ----- | ---------------- | ---------------- | ------------------------ | ------------------------ | --------------- | ------------- | --------------- | -------------- |
| 1969  | -                | -                | 1er tour (1/32)          | Laura Rossouw            | -               | -             | -               | -              |
| 1970  | -                | -                | -                        | -                        | 1er tour (1/64) | Laura Rossouw | -               | -              |
| 1971  | -                | -                | 3e tour (1/8)            | Linda Tuero              | 1er tour (1/64) | V. Ziegenfuss | -               | -              |
| 1972  | -                | -                | -                        | -                        | -               | -             | 1er tour (1/32) | Wendy Overton  |
| 1973  | -                | -                | 2e tour (1/16)           | Odile de Roubin          | -               | -             | -               | -              |
| 1974  | -                | -                | 3e tour (1/8)            | Marie Neumanova          | -               | -             | -               | -              |
| 1975  | -                | -                | 1er tour (1/32)          | Virginia Ruzici          | 1er tour (1/64) | Tine Zwaan    | 1er tour (1/32) | Pam Teeguarden |
| 1976  | -                | -                | 1er tour (1/32)          | F. Bonicelli             | -               | -             | -               | -              |

À droite du résultat, l’ultime adversaire.

### En double dames
| Année | Open d'Australie (janvier) | Open d'Australie (janvier) | Internationaux de France      | Internationaux de France  | Wimbledon                    | Wimbledon                 | US Open | US Open | Open d'Australie (décembre) | Open d'Australie (décembre) |
| ----- | -------------------------- | -------------------------- | ----------------------------- | ------------------------- | ---------------------------- | ------------------------- | ------- | ------- | --------------------------- | --------------------------- |
| 1970  | -                          | -                          | 1er tour (1/32) Nicole Niox   | Helen Gourlay Pat Walkden | 2e tour (1/16) Monica Giorgi | F. Dürr Virginia Wade     | -       | -       | n/a                         | n/a                         |
| 1971  | -                          | -                          | 2e tour (1/16) D. Marzano     | Nancy Richey K. Melville  | -                            | -                         | -       | -       | n/a                         | n/a                         |
| 1972  | -                          | -                          | -                             | -                         | 2e tour (1/16) Monica Giorgi | F. Bonicelli M. Fernández | -       | -       | n/a                         | n/a                         |
| 1974  | -                          | -                          | 1/2 finale R. Giscafré        | Chris Evert Olga Morozova | 3e tour (1/8) Gail Sherriff  | Rosie Casals B. J. King   | -       | -       | n/a                         | n/a                         |
| 1976  | -                          | -                          | 2e tour (1/8) K. Kuykendall   | K. Harter H. Masthoff     | 1er tour (1/32) F. Bonicelli | L. Charles Sue Mappin     | -       | -       | n/a                         | n/a                         |
| 1977  | -                          | -                          | 1er tour (1/16) F. Bonicelli  | Mary Carillo Diane Evers  | -                            | -                         | -       | -       | -                           | -                           |
| 1978  | n/a                        | n/a                        | 1er tour (1/16) Jeanne Evert  | Diane Evers M. Neumanova  | -                            | -                         | -       | -       | -                           | -                           |
| 1979  | n/a                        | n/a                        | 1er tour (1/16) M. Simionescu | P. Bostrom M. Redondo     | -                            | -                         | -       | -       | -                           | -                           |

Sous le résultat, la partenaire ; à droite, l’ultime équipe adverse.

### En double mixte
| Année | Open d'Australie (janvier), | Open d'Australie (janvier), | Internationaux de France    | Internationaux de France   | Wimbledon                  | Wimbledon                  | US Open | US Open | Open d'Australie (décembre), | Open d'Australie (décembre), |
| ----- | --------------------------- | --------------------------- | --------------------------- | -------------------------- | -------------------------- | -------------------------- | ------- | ------- | ---------------------------- | ---------------------------- |
| 1974  | n/a                         | n/a                         | 1/4 de finale Pierre Joly   | Gail Sherriff P. Dominguez | 2e tour (1/32) Pierre Joly | Sharon Walsh Mike Machette | -       | -       | n/a                          | n/a                          |
| 1976  | n/a                         | n/a                         | 1er tour (1/16) Pierre Joly | M. Fernández Ricardo Cano  | -                          | -                          | -       | -       | n/a                          | n/a                          |
| 1977  | n/a                         | n/a                         | 1er tour (1/16) W. Lofgren  | R. Giscafré Tito Vázquez   | -                          | -                          | -       | -       | n/a                          | n/a                          |
| 1978  | n/a                         | n/a                         | 2e tour (1/8) Pierre Joly   | P. Teeguarden Víctor Pecci | -                          | -                          | -       | -       | n/a                          | n/a                          |
| 1979  | n/a                         | n/a                         | 2e tour (1/8) Pierre Joly   | Betty Stöve Patrice Beust  | -                          | -                          | -       | -       | n/a                          | n/a                          |

Sous le résultat, le partenaire ; à droite, l’ultime équipe adverse.

## Parcours en Coupe de la Fédération
| #                                                                  | Date       | Lieu         | Surface      | Gagnante(s)                      | Perdante(s)                         | Score         |          |
|                                                                    |            |              |              |                                  |                                     |               |          |
| 1971 - 1er tour (groupe mondial) - Italie - États-Unis - 0 : 3     |            |              |              |                                  |                                     |               |          |
| 1                                                                  | 26/12/1970 | Perth        | Herbe (ext.) | Patti Hogan                      | Anna-Maria Nasuelli                 | 6-2, 6-0      | Parcours |
| 1                                                                  | 26/12/1970 | Perth        | Herbe (ext.) | Patti Hogan Sharon Walsh         | Anna-Maria Nasuelli Daniela Marzano | 6-2, 6-3      | Parcours |
|                                                                    |            |              |              |                                  |                                     |               |          |
| 1972 - 1er tour (groupe mondial) - Espagne - Italie - 1 : 2        |            |              |              |                                  |                                     |               |          |
| 2                                                                  | 20/03/1972 | Johannesburg | Dur (ext.)   | Anna-Maria Nasuelli              | Carmen Coronado                     | 6-3, 1-6, 6-2 | Parcours |
| 2                                                                  | 20/03/1972 | Johannesburg | Dur (ext.)   | Anna-Maria Nasuelli Rosalba Vido | A. Estalella-Manso Carmen Coronado  | 6-2, 6-4      | Parcours |
|                                                                    |            |              |              |                                  |                                     |               |          |
| 1972 - 2e tour (groupe mondial) - Norvège - Italie - 0 : 2         |            |              |              |                                  |                                     |               |          |
| 3                                                                  | 21/03/1972 | Johannesburg | Dur (ext.)   | Anna-Maria Nasuelli              | Ellen Grindvold                     | 6-3, 6-2      | Parcours |
|                                                                    |            |              |              |                                  |                                     |               |          |
| 1972 - 1/4 de finale (groupe mondial) - Australie - Italie - 3 : 0 |            |              |              |                                  |                                     |               |          |
| 4                                                                  | 23/03/1972 | Johannesburg | Dur (ext.)   | Evonne Goolagong                 | Anna-Maria Nasuelli                 | 6-0, 6-3      | Parcours |
| 4                                                                  | 23/03/1972 | Johannesburg | Dur (ext.)   | Evonne Goolagong Helen Gourlay   | Monica Giorgi Anna-Maria Nasuelli   | 6-4, 6-1      | Parcours |
|                                                                    |            |              |              |                                  |                                     |               |          |
| 1973 - 1er tour (groupe mondial) - États-Unis - Italie - 3 : 0     |            |              |              |                                  |                                     |               |          |
| 5                                                                  | 30/04/1973 | Bad Homburg  | Terre (ext.) | Linda Tuero                      | Anna-Maria Nasuelli                 | 6-2, 6-1      | Parcours |